# 中坝乡 (西昌市)
中坝乡，是中华人民共和国四川省凉山彝族自治州西昌市曾经下辖的一个乡。2019年12月，撤销中坝乡，将其所属行政区域划归佑君镇管辖。

## 行政区划
中坝乡撤销前下辖以下地区：
大树村、马厂村、大中村、山咀村和麻地村。